# Вампиры 3: Пробуждение зла
«Вампиры 3: Пробуждение Зла» (англ. Vampires: The Turning) — американский фильм ужасов, снятый режиссёром Марти Уайзом.

## Сюжет
Коннор и Аманда приехали в Таиланд на ежегодный фестиваль. Коннор, занимающийся тайским боксом с самого детства, отводит Аманду на матч. Но девушка, не сумевшая вынести жестокости спорта, решает вернуться в отель одна, пока Коннор досматривает состязание. По дороге в отель девушка теряется, и таинственный незнакомец предлагает ей помочь найти дорогу. Он отводит девушку в уединённое место, и там, превратившись в вампира Нирана, набрасывается на Аманду. Он выпивает её кровь, а затем увозит на своём мотоцикле.
Коннор успевает заметить Нирана, и пытается преследовать его, но юношу задерживает другой вампир, собирающийся его убить. Неожиданное появление некоего мужчины, отрубившего вампиру голову, спасает Коннора. Юноша просит незнакомца помощь с поисками Аманды, но лишь получает зловещее предупреждение скорее покинуть страну и забыть о своей девушке.

## В ролях
| Актёр              | Роль           |
| ------------------ | -------------- |
| Колин Игглсфилд    | Коннор         |
| Стэфани Чао        | Сэнг           |
| Роджер Юн          | Кико           |
| Патрик Баухо       | Рэйнс          |
| Дом Хэтракул       | Ниран          |
| Мэрэдит Монро      | Аманда         |
| Нофанд Буинай      | Суван          |
| Джарун Петхарен    | Му             |
| Чакапан Поньонг    | Истребитель #1 |
| Пану Ниамчомпу     | Истребитель #2 |
| Сира Куанкаев      | Истребитель #3 |
| Аруччапорн Сатеш   | Старая женщина |
| Казама Ниссапан    | Полицейский    |
| Сакон Палванихакул | Водитель       |